# Radio Koper
Radio Koper è una emittente radiofonica regionale in lingua slovena della radiotelevisione pubblica slovena. Ha sede in via Fronte della Liberazione 15, a Capodistria.
Viene prodotta dal centro regionale di Capodistria di RTV Slovenjia ma possiede anche uno studio a Nova Gorica.
Trasmette su frequenze autonome dal 1979. Prima di tale data infatti il programma in lingua italiana e quello in lingua slovena condividevano la stessa frequenza di Radio Koper-Capodistria, dal 1949.
Radio Koper può essere ascoltata:
- in FM nell'intera Slovenia meridionale, nell'Istria croata e nelle provincie di Trieste e Gorizia;
- in onde medie, specie la sera, la radio raggiunge un territorio più vasto, coprendo tutta la Slovenia, il litorale della Croazia settentrionale e centrale. In Italia è ricevibile in tutto il Friuli-Venezia Giulia, il Veneto orientale, l'Emilia Romagna centro-orientale, la Toscana, l'Umbria, l'Abruzzo e parte del Lazio;
- sul DTT in tutta la Slovenia e costa dell'Istria croata;
- in streaming direttamente dal sito istituzionale della RTV Slovenija.

Il 15 ottobre 2020 sono iniziate le trasmissioni digitali di Radio Koper su SLO DAB+ R2 canale 12C: frequenza 227.360 MHz, velocità del segnale: 88 kbit/s Stereo AAC-LC, che copre: Slovenia occidentale, Istria, Friuli-Venezia Giulia e Veneto orientale.
I canali radio RTV SLO affiliati sono: Prvi program, Val202, Ars, Radio Slovenija International, Radio Capodistria, Radio Maribor, MMR-Muravidéki Magyar Rádió.

## Storia

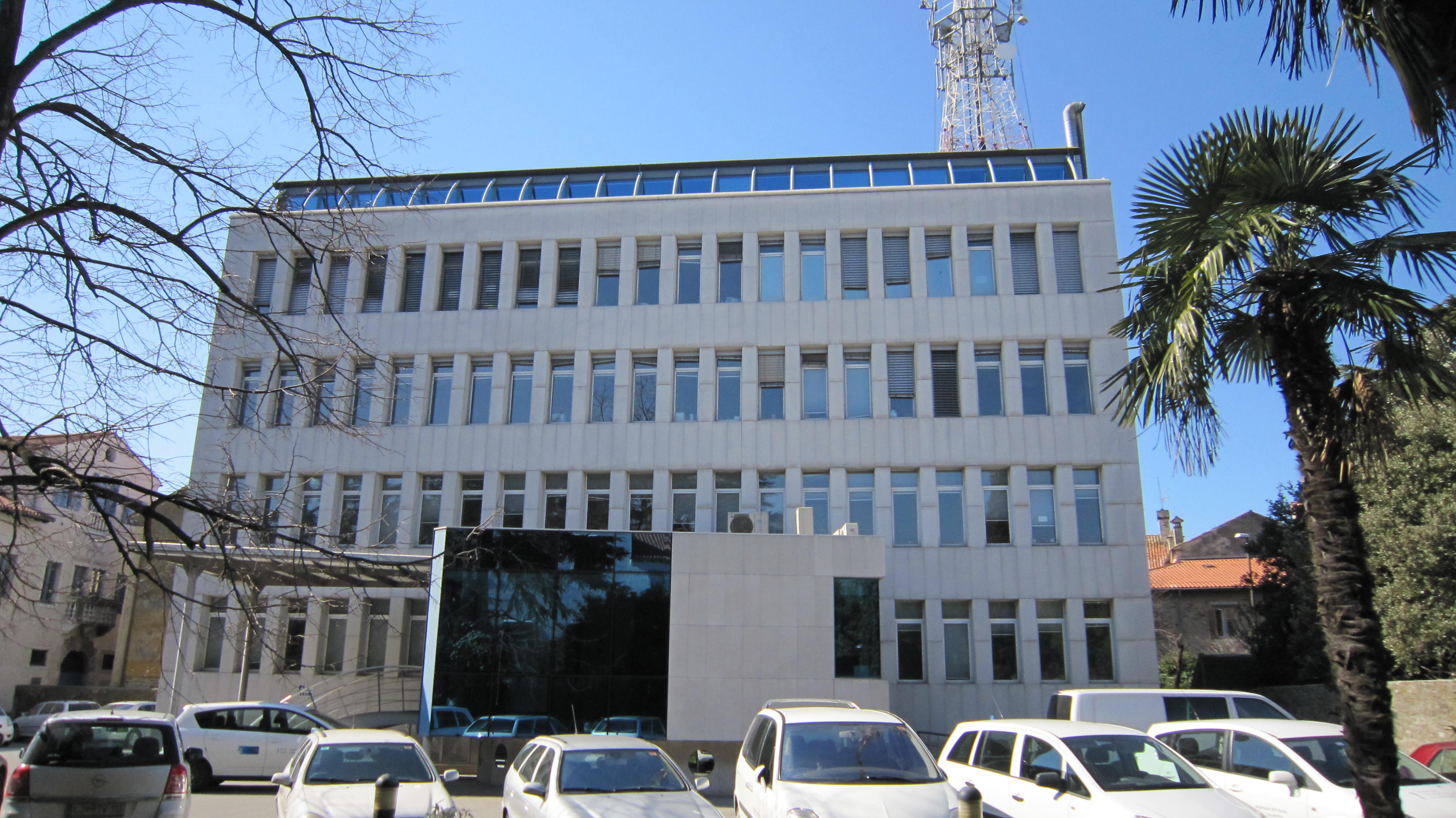
Sede di Radio Koper

Radio Koper ha iniziato le trasmissioni il 25 maggio 1949, come Radio jugoslovanske cone Trsta - Radio Trieste zona Jugoslava. Era di proprietà di DD Radiofonia SA, società istituita dall'amministrazione militare jugoslava della Zona B del Territorio Libero di Trieste. Dopo l'abolizione del Territorio Libero nel 1954, Radio Koper si è unita a Radio Ljubljana ed è stata nota come Radio Koper-Capodistria. Fino al 1954, ha trasmesso in onda programmi in sloveno, italiano e croato.
Dal 1954 al 1979, il programma era prevalentemente in italiano, mentre due slot temporali erano riservati allo sloveno, alla mattina e alla sera. Nel 1979 le due versioni linguistiche della radio si sono separate, ciascuno con la propria rete di trasmettitori.
Lo studio Nova Gorica è divenuto operativo nel 1980 e dal 1992 la radio pubblica slovena ha ampliato Radio Koper con una programmazione giornaliera completa.
Radio Koper, come stazione di confine e radio di una minoranza nazionale, ha svolto un ruolo molto importante nella storia di questo territorio nel ravvicinare le nazioni confinanti, in particolare durante la guerra fredda.

## Programmazione e valutazione
Radio Koper è la stazione radio più ascoltata nel litorale sloveno e su entrambi i lati del confine sloveno-italiano. Molti ascoltatori sono presenti anche dall'Istria croata. Nel 2011 Radio Koper è stata tra i dieci stazioni radio più ascoltate in Slovenia (radiometria dati ufficiali effettuati dall'agenzia Mediapool).
Radio Koper vanta un palinsesto di programmi informativi, culturali, educativi, per bambini, musica, spettacolo e sport. La programmazione inizia alle 5:00 e termina alle 24:00. Nel corso della programmazione, la radio trasmette tre radiogiornali regionali, cinque programmi e varie trasmissioni in diretta di approfondimento e musica. Durante la notte diffonde il programma notturno di Radio Slovenija 1, che Radio Koper stessa prepara ogni venerdì dagli studi di Capodistria e Nova Gorica.
Radio Koper si distingue per la sua ricchezza di produzioni musicali e come promotore di eventi culturali e sociali in tutta la regione costiera, compresa quella in Italia, dove è stanziata la minoranza slovena.

## Infrastrutture
Lo studio Hendrix di Radio Koper è stato progettato per la registrazione e la produzione di musica classica, corale e musica pop. Viene utilizzato per gli spettacoli musicali dalle più alte esigenze tecniche, tavole rotonde e dibattiti. Si tratta di uno studio di produzione musicale tecnologicamente moderno, che per molti anni è stato famoso per le sue ottime caratteristiche acustiche, come la scatola di controllo di registrazione.
La Fonoteka di Radio Koper contiene gli archivi di musica e registrazioni dall'inizio della trasmissione del programma sloveno e italiano su diversi media. Sugli scaffali ha anche più di 25.000 strisce, 44.000 LP, CD 22100, 2000 CD-casa di produzione - registrate nello Studio Hendrix e oltre 1100 nastri DAT. Allo stato attuale, l'intero archivio è in corso di digitalizzazione.
Radio Koper è dotata di uno studio di regia mobile per reportage RA 3, dotato della tecnologia digitale più moderna, che permette le registrazioni sonore di eventi musicali e trasferimenti di eventi ad alto contenuto tecnologico in luoghi esterni.

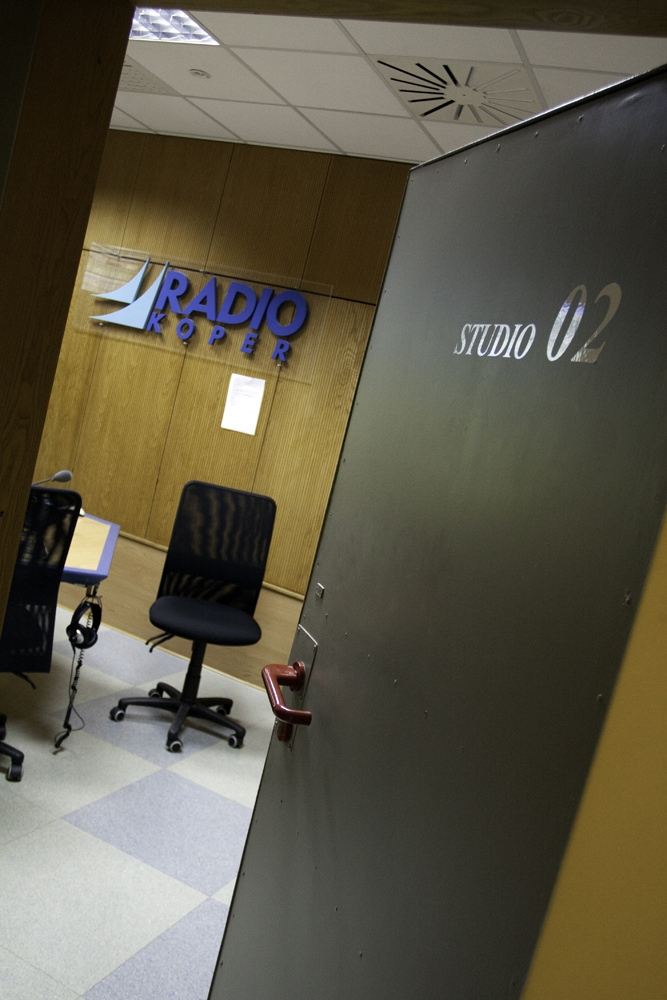
Studio 02 Radio Koper, dove vengono condotte le trasmissioni
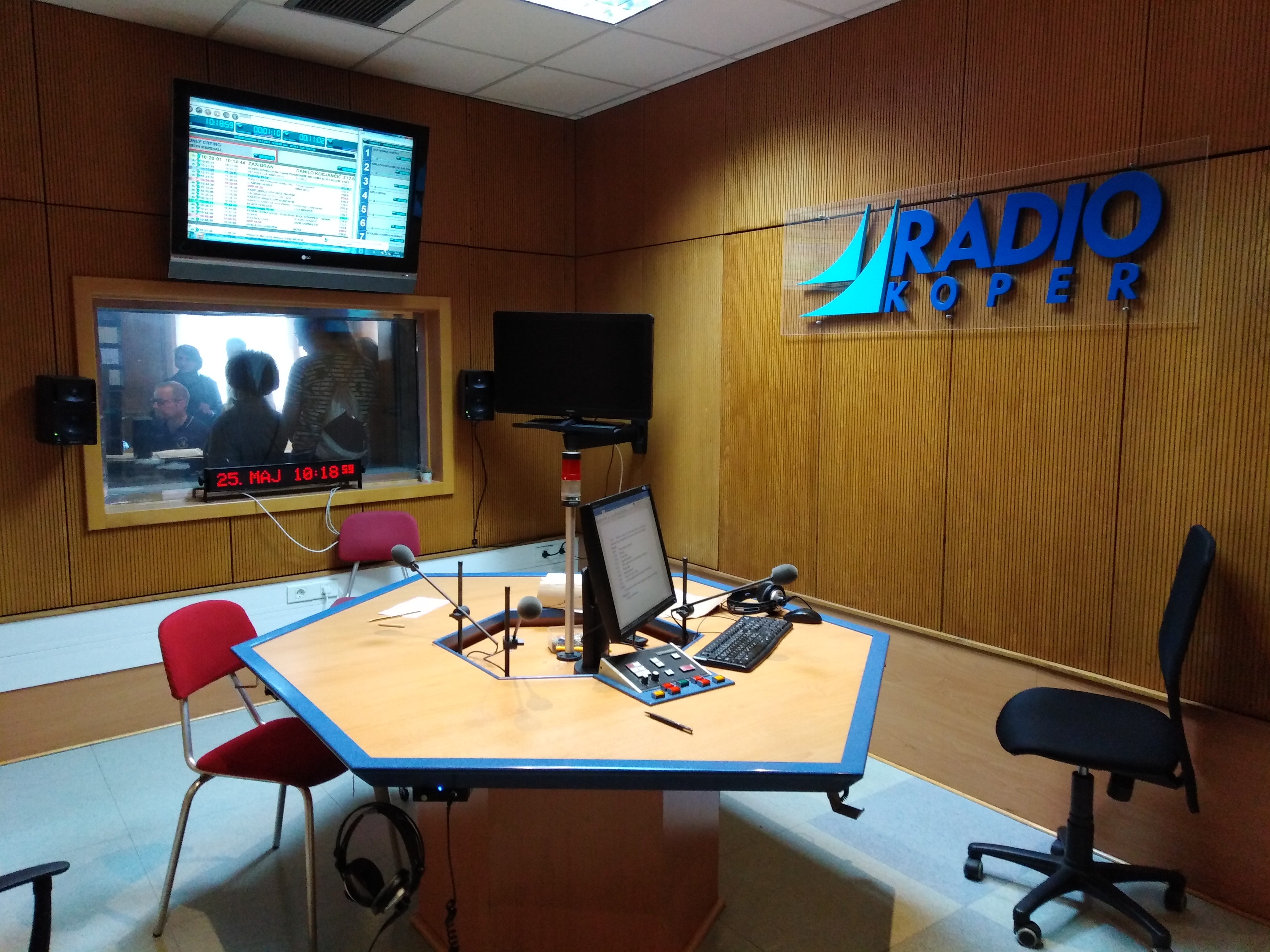
Interno dello studio 2 dove vengono trasmessi i programmi in lingua slovena.
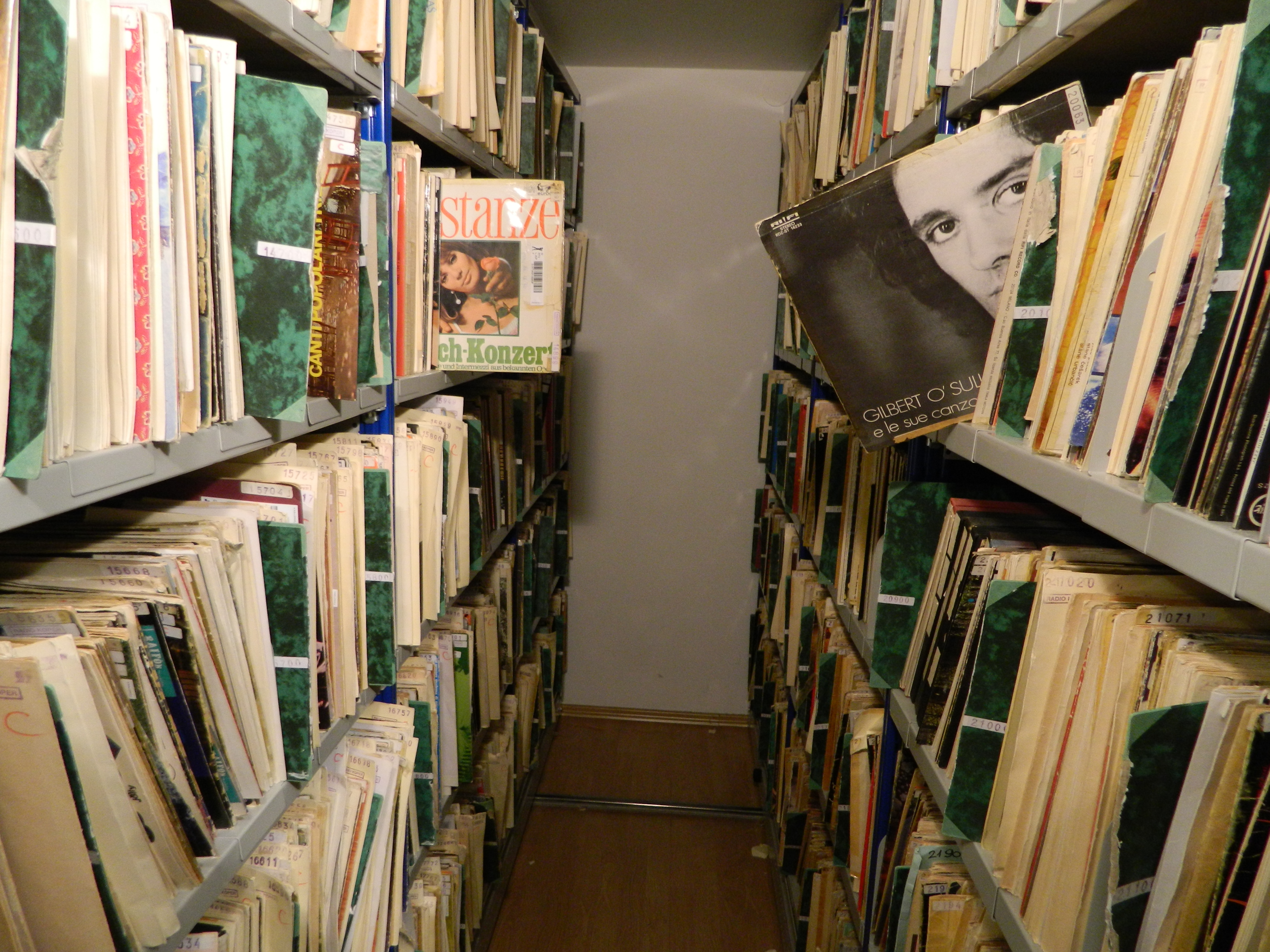
Pannelli della Fonoteka di Radio Koper
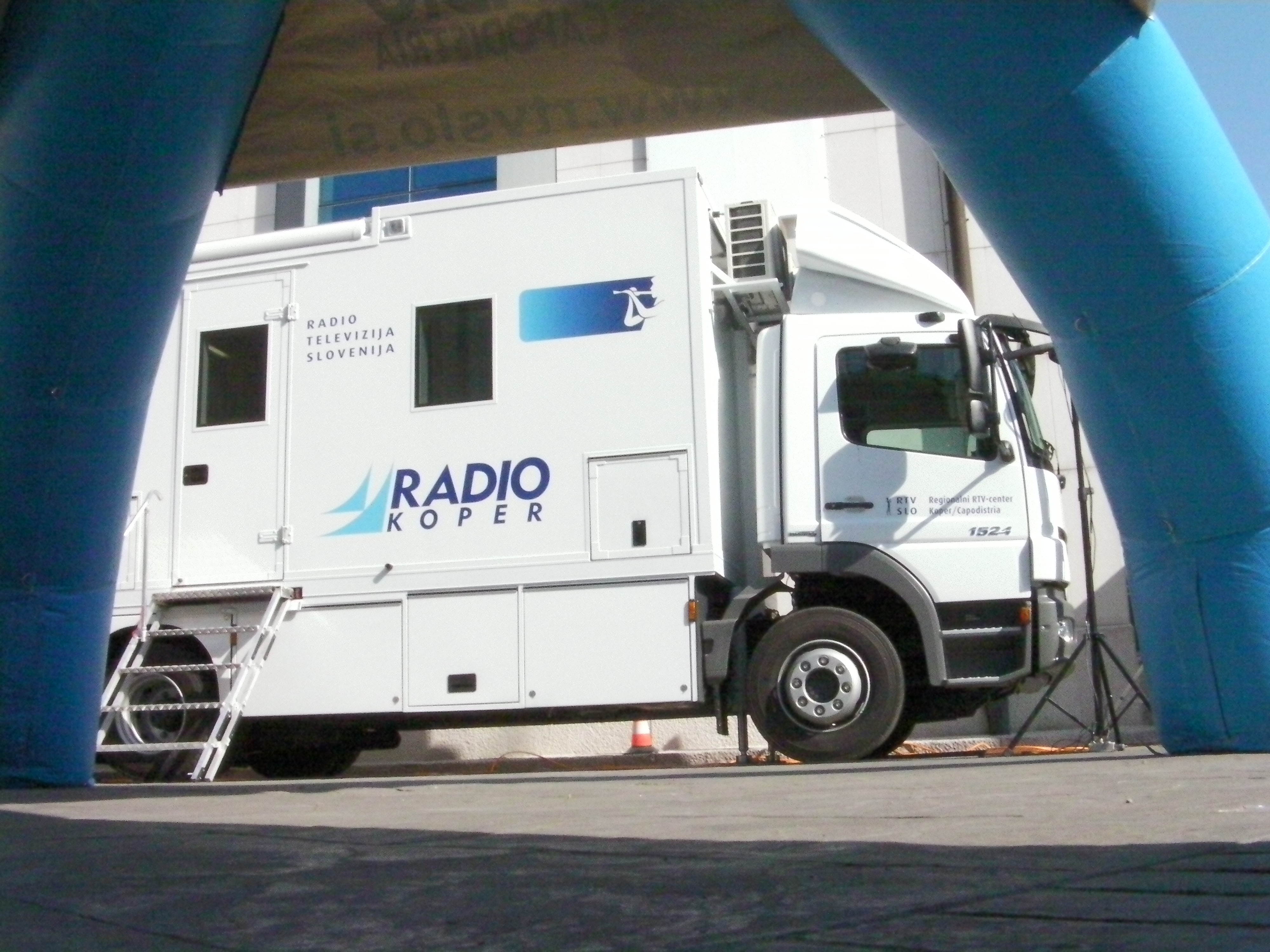
Regia mobile di Radio Koper per reportage contemporaneo RA 3
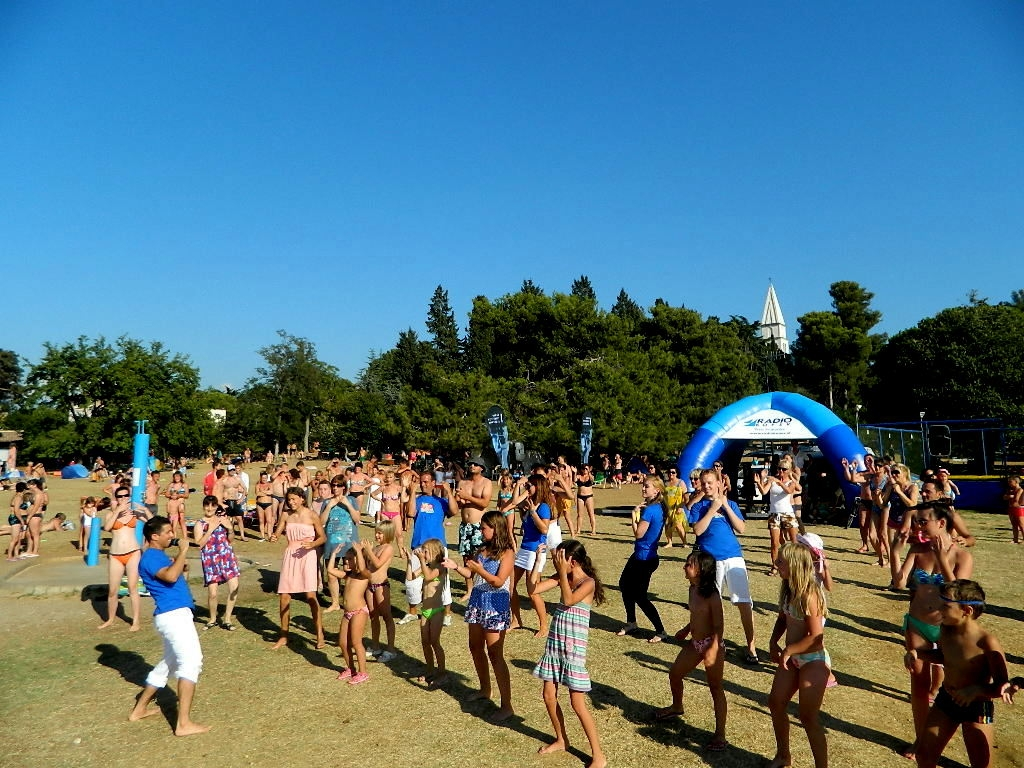
Selezione del programma Fresh blue alla spiaggia del faro di Isola

## Programmi in onda
- Jutro na radiu Koper
- Jutranja kronika
- Radijska kronika
- Pregled tiska
- Odprto za srečanja
- Pesem tedna
- Sobota in pol
- Prireditve danes
- Dober dan, znanost!
- Filmofil
- Torklja
- Pesem tedna
- Ob enajstih!
- Kulinarični kotiček
- Jutro na radiu Koper
- Kmetijska oddaja
- Jutranjik, osmrtnice
- Torklja, ponovitev
- Poslovne informacije Primorske
- Glasba po željah
- Opoldnevnik
- Dogodki in odmevi
- Na športnih igriščih
- Okrog osmih
- Zrcalo dneva
- Crossroads
- Jutranjik
- Kotiček za jeziček
- Radio Koper na obisku
- Primorski kraji in ljudje
- Primorske novice
- Dober dan, znanost
- Pesem tedna
- Malo za š(t)alo, malo za
- Ob enajstih!
- Pesem in pol
- Zeleni planet
- Kmetijska oddaja
- Aktualno
- Dogodki in odmevi
- Glasba po željah
- Dopoldan in pol
- Iz sveta glasbe
- Sotočja
- Gremo plesat
- Zrcalo dneva
- Nedelja na športnih igriščih
- Metalmorfoza
- SMS zmagovalka
- Re-kre-akcija
- Eppur si muove
- Iz kulturnega sveta
- Jazz in jaz
- Radio Koper svetuje
- Torklja
- Oddaja o morju in pomorščakih
- Na rešetu

## Collaboratori, conduttori e giornalisti
- Tjaša Škamperle
- Mateja Brežan
- Ladislav Bandelj
- Nataša Benčič
- Franko Hmeljak
- Tjaša Lotrič
- Nuša Pevc
- Jasna Preskar
- Lea Širok
- Zdenka Tomulič
- Nataša Uršič
- Karin Zorn
- Lea Kemperle
- Matej Rodela
- Nataša Ugrin Tomšič
- Ingrid Kašca Bucik
- Bojan Kralj
- Primož Čepar
- Jožica Kokol
- Neda Korenika
- Katja Mazi
- Maja Kirar
- Arsilija Jagičič
- Leonardo Klemenc
- Blaž Maljevac
- Ljuba Sušanj
- Smiljana Baranja
- Neva Zajc
- Mišo Zaletel
- Mojca Klarič
- Branko Laginja
- Janja Lešnik
- Loredana Vergan
- Iztok Novak - Easy
- Anita Urbančič
- Irena Stepan
- Armando Šturman
- Lea Hedžet
- Branka Kljun
- Tatjana Gregorič
- Mojca Maljevac
- Kristina Klecin
- Edi Klemenčič
- Tadeja Hren
- Igor Valentinčič
- Daniel Matič
- Egon Terčič
- Jaka Žagar
- Tadej Tadič
- Mitja Maršič
- Jure Colja
- Ksenija Kos
- Drago Hrvatin